# ادی اندرسون
ادی اندرسون (به انگلیسی: Eddie Alderson) (زاده ۲۷ اکتبر ۱۹۹۴) بازیگر آمریکایی است.
از فیلم‌های معروف او می‌توان به بازی در فیلم جاده رزرو اشاره کرد.